# شريان مهادي ركبي
شريان مهادي ركبي (بالإنجليزية: Thalamogeniculate artery)‏‏ هو شريان يتفرعُ من شريان مخي خلفي.